# Comté palatin de Saxe

Les armoiries des comtes palatins de Saxe.

Le comté palatin de Saxe (en allemand : Pfalzgrafschaft Sachsen) était une principauté du Saint-Empire romain germanique. Fondée par l'empereur Otton Ier au xe siècle, elle s'étendait sur l'actuelle région de Saale-Unstrut dans le sud-est du duché de Saxe, autour du palais impérial d'Allstedt.

## Historique
Ce comté palatin remontait aux temps des Carolingiens, et devint important au Xe siècle. À partir de l'an 1003, la famille de Goseck le possédait à titre héréditaire. Il passe ensuite à celle de Sommerschenbourg. Après la mort d'Adalbert de Sommerschenbourg  en 1179, le duc saxon Henri le Lion s'empare du comté palatin mais après sa déchéance, lors de la Diète de Gelnhausen le 13 avril 118, le landgrave Louis III de Thuringe est investi du comté palatin de Saxe.

## Liste des comtes palatins de Saxe
- 965-982 : Adalbéron (Athelbero, encore appelé Berno) († 982), comté palatin en Saxe depuis 958, également comte dans le Hessengau (Franconie) et le Liesgau (Saxe), ainsi que Vogt (bailli) de l'abbaye impériale de Hilwartshausen ;
- 982-995 : Théodoric (Dietrich, Thiedrich) († 6 mars 995), fils ou beau-fils d'Adalbéron, cousin de l'évêque Meinwerk de Paderborn (Immedinger) ;
- 995-996 : Frédéric († en juillet 1002/15 mars 1003) 995–996 Pfalzgraf, comte en  Harz et Nordthüringgau

### Comtes de Goseck
- 1003-1017 : Burchard I de Goseck († après le 3 novembre 1017), 991/1017 comte dans le Hassegau (Saxe), comte de Mersebourg à partir de 1004 ;
- 1017-1038: Siegfried († 15/25 avril 1038), son fils, comte de Mersebourg ;
- 1040-1042 : Frédéric Ier de Goseck († wohl 1042), en 1040 comte palatin en Saxe, comte en Hassegau
  - vers 1042 : Guillaume IV († 1062), comte de Weimar ;
- 1042-1044 : Dedo (tué le 5 mai 1056 à Pöhlde), fils aîné de Frédéric Ier, comte dans le Hassegau ;
- 1056-1088 : Frédéric II († 27 mai 1088 à Barby), frère cadet de Dedo ;
  - Frédéric III (tué le 5 février 1085 près de Zscheiplitz), son fils, comte de Putelendorf (Bottendorf an der Unstrut) ;
    - vers 1114 : Frédéric IV de Putelendorf († 26 juin 1125 à Dingelstedt am Huy), son fils ;

### Comtes de Sommerschenbourg
- vers 1086/88-1120 : Frédéric V († 18 octobre 1120/21), fils du comte Adalbert de Sommerschenbourg et d'Oda de Goseck, fille du comte palatin Frédéric Ier ;
- 1120-1162 : Frédéric VI († 19 mai 1162), fils Frédéric V, Vogt de l'abbaye de Quedlinbourg ;
  - 1129-1130 : Hermann II de Winzenbourg (tué le 30 janvier 1152) de la maison des comtes de Formbach (Bavière), épousa en 1148 Luitgard de Stade, l'épouse divorcée de Frédéric VI ;
- 1162-1179 : Adalbert († 15 janvier/17 mars 1179), fils de Frédéric VI, Vogt de l'abbaye de Quedlinbourg.

### Landgraves de Thuringe
- 1180-1181 : Louis III de Thuringe († 1190), landgrave de Thuringe ;
- 1181-1217 : Hermann Ier de Thuringe. († 1217), landgrave de Thuringe,
- 1217-1228 : Louis IV de Thuringe († 1227), landgrave de Thuringe ;
- 1231-1247 : Henri le Raspon († 1247), landgrave de Thuringe.

### Maison de Wettin
Après la mort de Henri le Raspon le titre est transféré à la maison de Wettin sur l'intervention de l'empereur Frédéric II :
- 1247-1265 : Henri III de Misnie († 1288), margrave de Misnie ;
- 1265-1281 : Albert II le Dégénéré († 1314), margrave de Misnie ;
- vers 1281-1291: Frédéric Ier le Mordu  († 1323), margrave de Misnie.

Sous le règne de Rodolphe Ier de Habsbourg le titre de comte palatin de Saxe revient en 1291 à la dynastie des Welf en la personne du duc Henri Ier de Brunswick-Lunebourg († 1322). Toutefois, un membre de la maison d'Ascanie, le margrave Othon IV de Brandebourg († 1308), s'empare du titre en 1292. Il a comme successeur son frère et corégent Henri Ier de Brandebourg († 1317) puis leur neveu Valdemar († 1319). Sophie, la fille et héritière de Henri Ier, transmet ses droits à son époux Magnus Ier de Brunswick-Lunebourg qui reçoit l'investiture de l'empereur Louis IV en 1333. Leur fils Magnus II († 1373) le vend finalement aux margraves de Misnie et le titre de comte palatin revient ainsi définitivement aux princes-électeurs de Saxe de la maison de Wettin, confirmé par la Bulle d'or en 1356.

## Source
Marie-Nicolas Bouillet  et Alexis Chassang (dir.), « Comté palatin de Saxe » dans Dictionnaire universel d’histoire et de géographie, 1878 (lire sur Wikisource)